# تیگران نرسیسیان (سیاستمدار)
تیگران روبرتی نرسیسیان (ارمنی: Տիգրան Ռոբերտի Ներսիսյան؛ زادهٔ ۱۴ اوت ۱۹۷۸) یک سیاستمدار اهل ارمنستان است که از تاریخ ۲۰۱۲ تا تاریخ ۲۰۱۷ سمت نمایندگی دوره پنجم مجلس ملی جمهوری ارمنستان را برعهده داشت.

## زندگی‌نامه
در ۱۴ اوت ۱۹۷۸  در هرازدان به دنیا آمد و از دانشگاه ملی علوم کشاورزی ارمنستان فارغ‌التحصیل شد. 